# SN 1955O
SN 1955O – supernowa odkryta 22 marca 1955 roku w galaktyce A111230+2147. W momencie odkrycia miała maksymalną jasność 19,30m.